# Charles Balvo
Charles Daniel Balvo (ur. 29 czerwca 1951 w Nowym Jorku) – amerykański duchowny katolicki, arcybiskup, nuncjusz apostolski w Australii.

## Życiorys
6 czerwca 1976 otrzymał święcenia kapłańskie i został inkardynowany do archidiecezji Nowy Jork. W 1984 rozpoczął przygotowanie do służby dyplomatycznej na Papieskiej Akademii Kościelnej.
1 kwietnia 2005 został mianowany przez Jana Pawła II nuncjuszem apostolskim w Nowej Zelandii oraz arcybiskupem tytularnym Castello. Sakry biskupiej 29 czerwca 2005 r. udzielił mu kardynał Edward Egan. Równocześnie został nuncjuszem akredytowanym w innych krajach regionu Pacyfiku: Fidżi, Wysp Marshalla, Mikronezji, Vanuatu, Tonga, Kiribati i Palau. W 2006 uzyskał akredytację na Wyspach Cooka i w Samoa, a w 2007 w Nauru.
17 stycznia 2013 został przeniesiony do nuncjatury w Kenii. 21 grudnia został równocześnie akredytowany w Sudanie Południowym.
21 września 2018 został mianowany nuncjuszem apostolskim w Czechach. 17 stycznia 2022 został nuncjuszem apostolskim w Australii.